# Hagu Kunyet
Hagu Kunyet is een bestuurslaag in het regentschap Pidie van de provincie Atjeh, Indonesië. Hagu Kunyet telt 44 inwoners (volkstelling 2010).